# Lyng-familien
Lyng-familien (Ericaceae) er en familie, som er rig på slægter og arter. Det er træagtige planter med mycorrhiza, hvad der gør det muligt for dem at leve under meget næringsfattige jordbundsforhold ("surbundsplanter"). Bladene er indrullede langs randen, som er hel, savtakket eller tandet. Blomstringen sker fra skudspidsen. Arterne indeholder quinoner.
| Slægter |

- Rosmarinlyng (Andromeda)
- Jordbærtræ (Arbutus)
- Melbærris (Arctostaphylos)
- Bejaria
- Hedelyng-slægten (Calluna)
- Kantlyng-slægten (Cassiope)
- Læderløv-slægten (Chamaedaphne)
- Chimaphila
- Daboecia
- Revling (Empetrum)
- Pagodebusk-slægten (Enkianthus)
- Jordkryber-slægten (Epigaea)
- Lyng (Erica)
- Bjergte (Gaultheria)
- Bukkelbær (Gaylussacia)
- Kalmia
- Druelyng (Leucothoë)
- Alpeazalea (Loiseleuria)
- Lyonia
- Bjerglyng (Menziesia) - se sektion Sciadorhodion
- Snylterod (Monotropa)
- Surtræ (Oxydendrum)
- Blålyng (Phyllodoce)
- Pieris
- Rododendron (Rhododendron)
- Dværg-Alperose (Rhodothamnus)
- Sphyrospermum
- Bølle-slægten (Vaccinium)

Vintergrøn
- Chimaphila (med arten: skærmvintergrøn)
- Enblomstret Vintergrøn (Moneses)
- Ensidig Vintergrøn (Orthilia)
- Vintergrøn-slægten (Pyrola)

| Tidligere Slægter |

- Myrtekrukke (Pernettya) skal efter den nyeste klassifikation søges under Bjergte (Gaultheria)
- Post (Ledum) skal efter den nyeste klassifikation søges under Rododendron (Rhododendron)